# Area of Outstanding Natural Beauty

Mapa obszarów AONB w Anglii, Walii i Irlandii Północnej

Area of Outstanding Natural Beauty (AONB, z ang. „Obszar o wybitnym pięknie naturalnym”) – obszar typu wiejskiego w Anglii, Walii lub Irlandii Północnej, którego elementy uznano za cenne dla krajobrazu. Kwalifikacji terenów dokonuje agencja Natural England działająca na zlecenie rządu Wielkiej Brytanii. Na terenie Walii w imieniu parlamentu walijskiego działa Countryside Council for Wales. W Anglii znajduje się 36 takich obszarów, zajmujących 15 proc. jej powierzchni. Najmniejszym są wyspy Scilly, największym Cotswolds.

## Zadania
Podstawowym celem powstania stref jest zachowanie naturalnego piękna obszarów. Działanie na rzecz turystyki i rekreacji nie jest podstawowym celem istnienia stref. Jednym z celów jest również kontrolowanie wpływu rolnictwa, leśnictwa i przemysłu wiejskiego na strefy.